# Niccolò Da Conti
Niccolò Da Conti (también conocido como Niccolò dei Conti) fue un comerciante y explorador italiano. Nació en Chioggia hacia 1395 y falleció en Venecia en 1469. Recorrió la India y el sudeste asiático, siendo uno de los últimos europeos en hacerlo antes de la llegada de Vasco de Gama a Calicut.

## Biografía
Se sabe poco de su vida hasta su partida a Damasco hacia 1414. Comerciante de familia noble, es probable que hubiese sido enviado por su familia a alguno de sus puestos comerciales en Oriente. Es seguro que permaneció en Damasco el tiempo suficiente para aprender árabe. Más tarde aprendería persa en Kalat. Ambas lenguas le debieron ser muy útiles en sus viajes.
Según su relato recorrió Oriente Medio desde Damasco hasta Persia y después la India, Ceilán y las actuales Indonesia y Birmania. En la India conoció a una mujer con la que se casó y tuvo cuatro hijos. Al final del viaje, hacia 1440, se estableció en El Cairo pero en 1444 una epidemia de peste se abatió sobre la ciudad, matando a la mujer de Conti y a dos de sus hijos. Conti decidió mudarse a Venecia junto con los dos hijos que le quedaban.

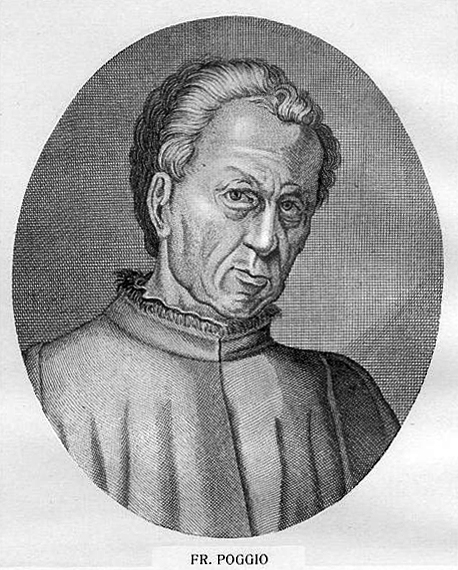
Poggio Bracciolini.

Durante su viaje, Conti se había visto obligado a convertirse al islam para salvar su vida y la de su familia. Al regreso pidió audiencia al papa Eugenio IV para pedir perdón por su apostasía forzada. El Papa, veneciano como él, le absolvió imponiéndole como penitencia relatar su periplo a su secretario personal Poggio Bracciolini, apodado Il Pogge. El relato fue publicado como un capítulo de la obra De Varietate Fortunae de Bracciolini.

## El relato
El relato de Conti transcrito por Bracciolini fue un éxito editorial y permitió precisar el conocimiento geográfico occidental así como confirmar algunas de las informaciones reveladas por Marco Polo sobre el Océano Índico. Fue particularmente útil para los geógrafos porque en muchas ocasiones el texto indica la distancia de cada etapa en días de marcha o de navegación.
El relato se compone de tres partes principales:
1. Descripción del itinerario
2. Descripción detallada de las Indias
3. Parte acerca del mítico rey o Preste Juan, probablemente inventada por Bracciolini

### En ruta hacia Oriente
El largo viaje de 25 años comienza en Damasco. Desde allí toma la caravana del Éufrates y del sur de Mesopotamia hasta llegar a Baldochia (Bagdad). El imperio de Tamerlán está por entonces en plena desintegración. Allí toma un barco con el que baja por el Tigris hasta Balsera (Basora). Se embarca entonces en otro barco que navega por el Golfo Pérsico hasta Colchus (Kangân), de allí a Ormesia (Ormuz) y por fin a la orilla persa del Océano Índico, dirigiéndose a Calacatia (Kalat), en Beluchistán, donde se establece durante cierto tiempo y teje relaciones comerciales con los negociantes persas. Es en esta ciudad donde aprende persa y decide adoptar la vestimenta local para el resto de su viaje.
Embarcado de nuevo, llega a Combahita (Cambai), donde comienza sus observaciones sobre la vida india, por ejemplo la práctica de la satî. La región de Guyarat, que se ha liberado del dominio de los sultanes de Delhi, es por entonces una potencia económica en auge y Cambay es el principal mercado de la región, en el que se encuentran todos los productos del interior: algodón bruto, piedras duras, índigo, opio y sobre todo telas tejidas y teñidas, de las que Guyarat es un productor apreciado desde al menos la época del Antiguo Egipto.
Conti recorre la costa oeste de la India, haciendo escala en Pachamuria (Barkur) y Helli (Eli), donde observa la planta del jengibre, que describe. De allí se dirige hacia el interior para llegar a Bizenegalia (Vijayanagar), cuya riqueza le impresiona. Luego marcha al puerto de Pudifetania (Pudupattana) pasando por las ciudades de Odeschiria y Cenderghiria (Chandragiri, monte de la Luna), topónimos demasiado frecuentes en la India como para poder ser identificados con seguridad. En ellos señala Conti la presencia de madera de sándalo. A continuación va a Cahila (Kayal), que señala como lugar de producción de perlas y en el que describe el talipot —de tâla-pattra, la Corypha umbraculifera—, una palmera de grandes hojas que los tamiles preparan para utilizarlas como papel o para protegerse del sol y la lluvia. Dice haber navegado después a Malpuria (Mailapur, hoy día un suburbio al sur de Madrás), en donde describe la sepultura del apóstol Tomás, ya mencionada por Marco Polo. También da cuenta de la presencia de una gran comunidad de cristianos nestorianos, que según él se encuentran en la misma situación de diáspora que los judíos de Europa. En realidad es probable que Conti no haya ido a Malpuria, como posiblemente tampoco lo haya hecho el propio Marco Polo, pero para la penitencia de Conti era esencial mencionar este símbolo cristiano.
La siguiente etapa del viaje en el relato es Ceilán, de la que destaca su riqueza en gemas y donde describe de forma precisa el árbol de la canela. En realidad es más probable que la visita a la isla tuviera lugar durante el viaje de vuelta, no en el de ida. Menciona un lago en la isla, descrito como el Megisba de Plinio el Viejo, pero este lago es imposible de identificar debido a la gran cantidad de estanques y embalses de la isla. Como mucho, podría pensarse que habla de Anurâdhapura o de Polonnâruvâ porque describe una ciudad real situada en medio del lago, pero esto no se corresponde completamente con la realidad.
El itinerario continúa después hacia el este, en una navegación de 20 días que le lleva al norte de las islas Andamán (Andamania), de las que dice que están pobladas de caníbales, basándose en el relato de Marco Polo. Conti llama a Sumatra erróneamente Taprobane (del pali, Tambapanna), que es en realidad el nombre antiguo de Ceilán. En el siglo XV este nombre ya no era empleado localmente, habiendo sido sustituido por Simhala (que evolucionará a Ceilán; del pali Sihalia, morada de leones, animal que figura sobre la bandera actual de Sri Lanka) o por la forma árabe Sarandîb.
En Sumatra, Conti describe el árbol de la pimienta y el durián, al que llama durianum. También señala la presencia de unos caníbales llamados Batech, que efectivamente son una etnia del noroeste de la isla (los batak) y que seguían siendo antropófagos en el siglo XIX.

### En el Océano Índico
Vuelve después hacia el norte, a Thenasseri (Tenasserim) en la actual Birmania y de allí a Bengala, donde remonta el curso del Ganges. Navega por el río a contra corriente durante varios meses, pasando por grandes ciudades hoy desconocidas como Cernove, Maharatia y Buffetania, probablemente desaparecidas desde entonces debido a los cambios en el delta del río. Conti estima la anchura de uno de los brazos del Ganges en 15 millas (es decir, 20 a 25 km), describe los bambús gigantes que sirven para construir embarcaciones, señala el gavial del Ganges y describe un fruto llamado musa, producido por los árboles Musa sapientium o Musa paradisiaca y que nosotros llamamos plátano. Habla también de la nuez de la India, que los portugueses llamarán coco en 1498.
Abandonando el delta del Ganges, vuelve a Birmania, visita Arakan, alcanza el río Dava (el actual Irawadi) y lo remonta hasta Ava. De esta región relata una extraña práctica de inserción de cascabeles bajo la piel del pene, corroborada por otros viajeros posteriores. También cuenta la captura de elefantes salvajes para domesticarlos, un relato coincidente con el de Plinio (según Il Pogge). Describe una especie de mango así como el rinoceronte indio, al que llama unicornio. Se dirige después a Pancovia (Pegu), que describe como una gran ciudad. Afirma haber pasado allí cuatro meses y haber visto por primera vez desde su llegada al mundo indio uvas con las que se hace vino.

### Hacia Extremo Oriente
Su destino siguiente es la India interior, el archipiélago malayo o indonesio. Visita Java, donde habla de luchas de gallos, y Borneo —el punto más oriental de su viaje, cree que no es posible navegar más al este— cuyos habitantes califica de temibles y crueles. Da una descripción del ave del paraíso, Paradisea apoda, comercializado en Borneo pero originario de las islas Aru en Nueva Guinea. Menciona a continuación las islas Sandai, probablemente las Molucas, donde se producen la nuez moscada y su macís y de Bandam (Banda), donde crece el clavo, cometiendo Conti un error sobre su origen geográfico.
Toma entonces dirección oeste y hace escala en el reino de Champa antes de dirigirse al cabo de un mes de navegación a Coloen (Kollam), en la costa de Malabar. De esta región destaca, correctamente, su producción de especias. Hace también allí una descripción de una ardilla voladora (Artocarpus integrafolia) y del mango, al que llama amba (del sánscrito, amram). Luego visita Cocym (Cochín) donde relata un estilo local de pesca llamado lamparo. Sigue remontando la costa deteniéndose en Colonguria (Cranganore), en decadencia desde la crecida del río Periyar en 1341, lo cual beneficia a Cochin. Después para en Paluria y Meliancota, dos ciudades no identificadas con certidumbre, y por fin en Collicuthia (Calicut), de la que alaba sus cualidades comerciales y su abundancia de mercancías. También describe las costumbres matriarcales de la costa de Malabar, el sistema llamado marumakkatayam que será observado más tarde por los portugueses.
Conti retorna pronto a Cambay donde habla de los bachali, casi seguramente los jainitas, bastante abundantes en Guyarat. Navega a continuación hasta la isla de Secuthéra (Socotra), hace escala en Adena (Adén), cuyos edificios alaba, Barbora (Berbera) en Etiopía, Gidda (Jeddah) y por último la península del Sinaí. Al final de su viaje, en el monasterio de Santa Catalina del Sinaí, Conti conoce a Pero Tafur, un viajero español que le acompaña hasta el Cairo, donde se instala.
Cierto tiempo después una epidemia de peste azota la ciudad egipcia. Conti pierde a su mujer y a dos de sus hijos y decide mudarse a Venecia, a donde vuelve 25 años después de su partida.

### La descripción de las Indias
La segunda parte del relato contiene las respuestas de Conti a las preguntas de Poggio sobre la vida india, las clases sociales, la religión, la vestimenta, las costumbres, usos y particularidades de todo tipo. Según la costumbre de entonces, el italiano divide «las Indias» en tres grandes partes:
- la «India blanca», que se extiende desde Persia hasta el río Indo,
- la parte comprendida entre el Indo y el Ganges,
- la parte más allá del Ganges (Bengala y Birmania), cuya riqueza, cultura y magnificencia igualan las de Italia, según Conti.

Conti afirma que los indios no utilizan la brújula y que las bodegas de sus barcos se componen de zonas estancas, lo que los vuelve muy seguros. Esto era una característica de los juncos malayos muy utilizada en todo el Océano Índico. Habla de «barcos grandes como casas y que no se parecen en nada a los nuestros. Llevan diez o doce velas y grandes cisternas de agua en su interior».
Describe en Vijayanagar una fiesta bastante parecida a la los Râthayâtra de Purî en la que los fieles se lanzan bajo las ruedas de carros en movimiento para morir aplastados en ofrenda de sacrificio. También informa de la fiesta de la holî o fiesta de los colores y de un árbol que llama verecundia que parece reaccionar al estrés ambiental y que podría ser una variedad de mimosa.
Parece que desde Vijayanagar quiso ir a Golconda pero se echó atrás ante la descripción de las serpientes que supuestamente infestaban la región. El año 1432 es indicado correctamente como el año 1490 de la era Vikrama.

## Crítica del relato
Un primer aspecto negativo es que Conti transmite como ciertas simples leyendas antiguas de las que nadie duda.
Por otro lado, en ningún momento hace referencia al gran poderío del islam en gran parte de las regiones que cruza, al ser una potencia contra la que el Papa está en lucha. Por eso recurre a aliados míticos como el Preste Juan. Tampoco menciona la expansión de la religión de Mahoma en Indonesia, donde poco después provocará la caída del Imperio Majapahit y la desaparición del hinduismo de casi todo el archipiélago. Calla sobre el control musulmán del comercio de especias en Kerala, contra el que los portugueses se verán confrontados a su llegada a la India a finales de siglo. Tampoco aparecen explícitamente en el relato las grandes flotas chinas de la dinastía Ming que, comandadas por el almirante musulmán Zheng He, cruzaban por aquella época el Océano Índico, si bien al parecer Conti describió los enormes juncos de estas flotas a Pedro Tafur. Por el contrario, Conti cita todas y cada una de las implantaciones de cristianos que se va encontrando a lo largo de su ruta.
A pesar de todo ello y de que los topónimos sean a menudo difíciles de reconocer por haber sido deformados por la inspiración clásica de Poggio, el relato de Niccolo dei Conti es el mejor informe sobre el sur de Asia realizado por un europeo del siglo XV.

## Ediciones impresas
La primera edición impresa del original en latín del Viaje a las Indias de Niccolò dei Conti fue realizada en 1492 por Cristoforo da Bollate y dedicada a Pietro Cara, que iba a partir en un viaje a la India.
Primeras traducciones:
- al portugués (1502)
- al español (1503)
- al italiano (1550), probablemente de la versión en portugués
- al inglés (1579), desde la versión en español.

## La teoría de Gavin Menzies
En su libro 1421, el británico Gavin Menzies afirma que las flotas chinas de Zheng He cartografiaron casi todo el mundo en las primeras décadas del siglo XV y que luego sus mapas llegaron a Europa por medio de una serie de intermediarios, entre los que destaca Niccolò dei Conti.
Según Menzies, Conti habría estado en Calicut en 1421 cuando la flota china recaló allí, habría conseguido mapas chinos e incluso se habría embarcado él mismo en algún barco de la flota. Luego habría regresado a Venecia en 1424, utilizando un nombre falso (Bartolomé el Florentino) para evitar represalias por su apostasía. En esta ciudad habría comunicado los mapas y los detalles de su viaje a al menos dos personas: al cartógrafo Fra Mauro, autor de un completo mapamundi en 1459, y a Don Pedro, hermano del portugués Enrique el Navegante, promotor de los viajes de descubrimiento portugueses.
Un inconveniente de esta teoría es que la fecha de regreso de Conti a Italia propuesta por Menzies (1424) es muy anterior a la normalmente aceptada (hacia 1440). Ello contradice las afirmaciones recogidas por el propio Menzies en su libro de que Conti partió «hacia 1414» y viajó «durante 24 años por Oriente».